# Pietro Sormani
Don Pietro Sormani Andreani Verri, nobile dei conti di Missaglia, conte, patrizio milanese (Milano, 1º dicembre 1849 – Missaglia, 19 agosto 1934), è stato un imprenditore e politico italiano.
Esponente dell'antica nobiltà lombarda, imparentato per parte di madre con Pietro Verri (della quale dal 1902 ottiene di utilizzare il cognome), grande proprietario terriero, è stato sindaco di Bollate, consigliere provinciale di Milano, deputato per cinque legislature e senatore a vita dal 1910. Dal 1909 al 1934 ha presieduto la Casa di riposo per i musicisti "Giuseppe Verdi".